# Doriano Fasoli
Doriano Fasoli (Roma, 2 settembre 1954) è uno scrittore, critico letterario e giornalista italiano.
Si occupa soprattutto di psicoanalisi e letteratura.

## Biografia
Iscritto nell’Albo dei Giornalisti dal 1986. Ha svolto attività didattica presso la scuola di formazione Lo Spazio Psicoanalitico di Roma.
Ha scritto per diversi quotidiani come Paese Sera, il manifesto, l'Unità, Corriere della Sera e riviste, tra cui Panorama, Epoca, Rinascita, Linea d’ombra, L'Illuminista, Diario, Il Caffè Illustrato, Close Up, Flash Art, per l’Almanacco dei Libri de la Repubblica e per il quotidiano Il Messaggero.
Ha collaborato per Rai 3 nella trasmissione radiofonica Il Terzo Anello; negli ultimi anni si è prodotto con introduzioni a classici della letteratura e con un lungo programma sulla situazione attuale della Critica tutta, intitolato Navigare a vista, e trasmissioni televisive per Cult Network e SAT2000.
Fasoli ha curato rassegne cinematografiche per conto dell’Assessorato alla Cultura di Roma tra cui, nel 1981, una retrospettiva completa dell’opera di Marguerite Duras.
Inoltre ha curato Giornale di pittura di Toti Scialoja e numerose opere del teorico e critico d’arte Cesare Brandi, pubblicate dagli Editori Riuniti.
Attualmente dirige presso la romana casa editrice Alpes, due collane: "I territori della psiche" e "Itinerari del sapere"; tiene una rubrica on line, "Libri", con Cristiano De André.
Nel 1999 la Società Psicoanalitica Italiana gli ha conferito il Premio Cesare Musatti. 

## Opere
- Fernando Birri. Il nuovo cinema latinoamericano, Edizioni Associate, Roma 1988;
- A partire da Freud, Teda, Castrovillari 1993;
- Etica e psicoanalisi (a cura di), Borla, Roma 1994; Alpes, Roma, 2014
- Un destino itinerante (con Elémire Zolla), Marsilio, Venezia 1995;
- Fabrizio De André. Passaggi di tempo, sesta edizione pubblicata da Coniglio Editore nel 2009 sulla base di quella aggiornata edita da Editori Associati del 2003 (la prima edizione è del 1989; nel 1997 ha vinto il Premio Lunezia);
- La stanza delle passioni. Dialogo sulla letteratura francese e italiana (con Giovanni Macchia), Marsilio, Venezia 1997;
- Con-vivere. Poesie 1985-1997, Semar, Roma 1998;
- Le estasi laiche di Teresa d’Avila. Psicoanalisi e misticismo (con Rosa Rossi), Edizioni Associate, Roma 1998; Alpes 2017
- Teresa De Sio. Uno sguardo attraverso, Edizioni Associate, Roma 2001;
- Sergio Endrigo. La voce dell’uomo, Doriano Fasoli e Stefano Crippa, Edizioni Associate, Roma 2002; Alpes, 2016
- Interrogarsi sul sogno, A cura di: Giuseppina Castiglia, Doriano Fasoli (Alpes, 2011)
- Il divino egoista (con Attilio Bertolucci), Edizioni Associate, Roma 2002; Alpes 2018
- La psichiatria negata (con Ugo Amati), Borla, Roma 2003; Alpes 2015
- Mario Luzi, Spazio Stelle Voce, a cura di Doriano Fasoli Leonardo Editore, 1992; Mario Luzi, Il colore della poesia, a cura di Doriano Fasoli, Semar 2000; Spazio Stelle Voce, Mario Luzi, Doriano Fasoli. Edizioni associate, 2004
- Il mestiere di capire (con Emilio Garroni), Edizioni Associate, Roma 2005; Alpes 2014
- «Io, la verità, parlo». Lacan clinico. Saggio-conversazione (con Antonio Di Ciaccia), Alpes Italia, Roma 2013.
- Dal libro al divano. Autobiografia di una psicoanalisi, saggio-conversazione con Giovanni Sias, Alpes Italia, Roma 2019.
- Scomposizioni. Poesie (1979-2019), Alpes Italia, Roma 2019.
- Derive. Schegge di vita in versi e prosa, Alpes Italia, Roma 2021.
- Finestre sulla memoria. Dissolvenze e sovrapposizioni, Alpes Italia, Roma 2022.
- Alla curva della vita (Frammenti), Alpes Italia, Roma 2024.
- Coloro che mi hanno abitato (Antologia personale), Alpes Italia, Roma 2024. È entrato nella cinquina finalista del Premio Gradiva-Lavarone, edizione 2025.